# 托盘青冈
托盘青冈（学名：Quercus asymmetrica），为壳斗科青冈属下的一个植物种。